# Maria von Jever

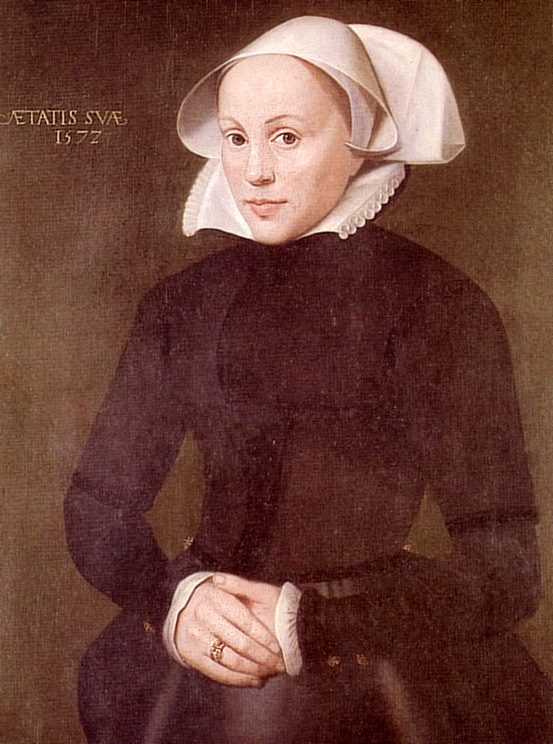
Gemälde von Fräulein Maria 1572

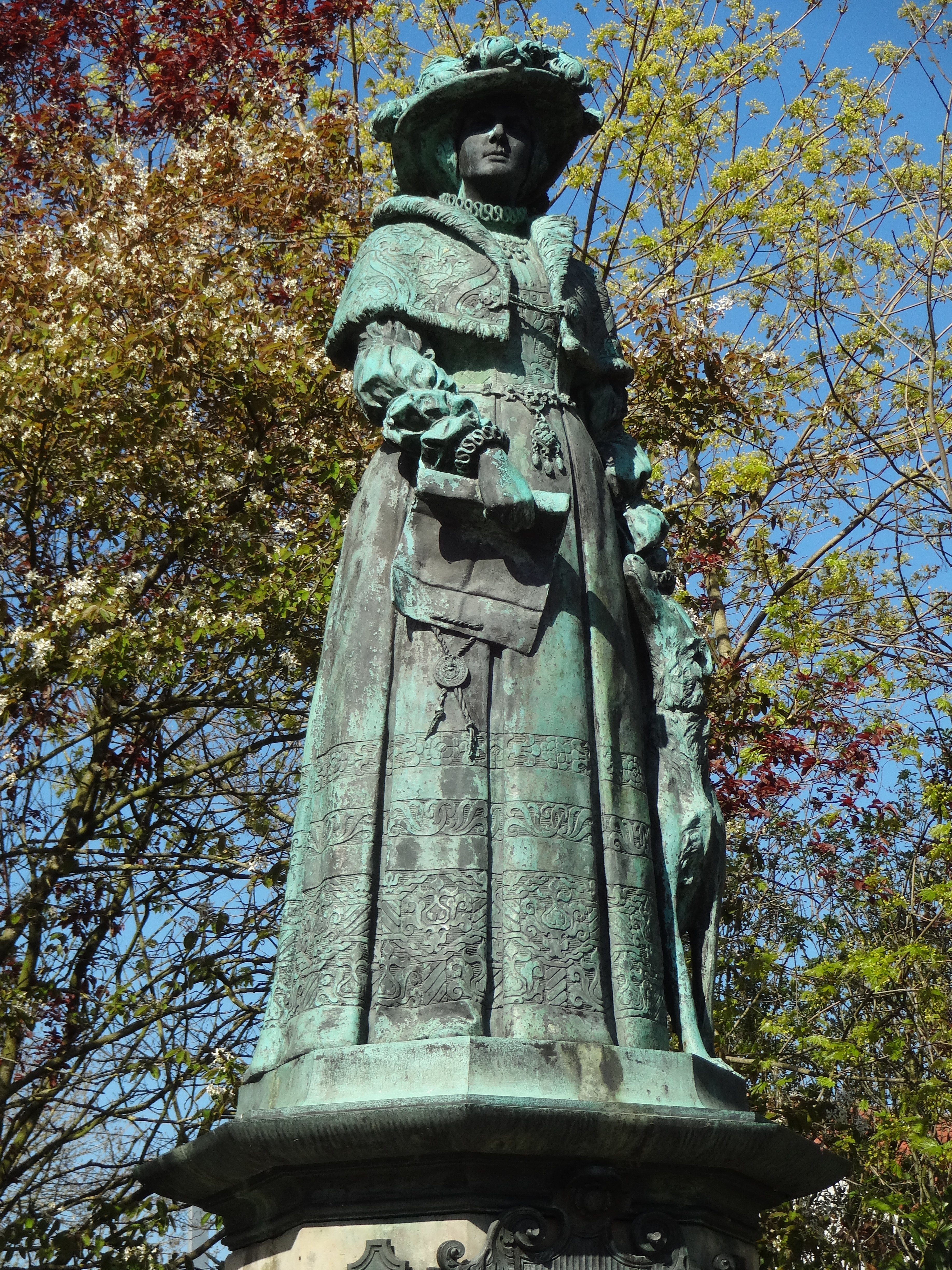
Fräulein-Maria-Denkmal in der Nähe des Schlosses zu Jever

Maria von Jever, im Jeverland als Fräulein Maria oder Froichen bekannt, (* 5. September 1500 in Jever; † 20. Februar 1575 ebenda) war die letzte Regentin der Herrschaft Jever aus dem Häuptlingsgeschlecht der Wiemkens.

## Leben

### Familie und Kindheit
Maria von Jever wurde als drittes Kind des Häuptlings Edo Wiemken des Jüngeren geboren. Ihre Mutter Heilwig, Edos zweite Ehefrau und Schwester des Grafen Johann V. von Oldenburg, starb bereits, als Maria ein Jahr alt war, vermutlich bei der Geburt der jüngsten Schwester. Ihr Vater starb 1511. Sein Schwager, der Graf von Oldenburg, übernahm die Vormundschaft für die Kinder und setzte fünf von Edo dazu bestimmte Dorfoberhäupter als Regenten ein. Diese verfolgten vor allem ihre eigenen Interessen, veruntreuten den Besitz der Waisen und machten Edos Bemühungen, einen einheitlichen und zentralistischen Territorialstaat zu schaffen, zunichte. So wurde die Behebung der Schäden der Antoniflut, die das Land kurz vor Edos Tod getroffen hatte, jahrelang vernachlässigt.
Die Erziehung von Maria und ihren zwei Schwestern richtete sich auf die typische damalige Frauenrolle aus, nach wirtschaftlich und politisch günstigen Gesichtspunkten verheiratet zu werden. Der einzige Sohn Christoph genoss währenddessen am Hof von Lüneburg eine ritterliche Ausbildung, um seinen zukünftigen Aufgaben als Häuptling des Jeverlands gerecht werden zu können. Schon als Jugendlicher nahm er an der Seite von Graf Johann und Hero Omken an der Sächsischen Fehde gegen Edzard I. von Ostfriesland teil. Während dieses Krieges wurde Jever 1514 von ostfriesischen Truppen niedergebrannt. Die von Edzard eroberte Burg Roffhausen eroberte Christoph gemeinsam mit den Herzögen Erich und Heinrich von Braunschweig am 26. Mai 1517 zurück.

### Jever unter ostfriesischer Regierung
Als mit Junker Christoph der einzige männliche Erbe am 21. Juni 1517 bereits im Alter von 18 Jahren plötzlich verstarb, fanden sich die Fräuleins Maria und ihre Schwestern Anna (1499–1536) und Dorothea (1501–vor 1527) von verschiedenen Seiten bedroht: Zunächst erschien Balthasar von Esens vor Jever. Als Neffe von Edos erster Frau Frouwa, der Tochter von Sibet Attena, sah er sich als deren berechtigter Erbe. Er zog aber unverrichteter Dinge ab, als er nicht in die Burg gelassen wurde.
Heinrich von Braunschweig versuchte sich als Pflegevater des Bruders das Vertrauen der Mädchen zu erschleichen, um sie in ein Kloster abschieben und Jever für sich behalten zu können, woran er jedoch von Johann von Oldenburg gehindert wurde.
Graf Edzard I. von Ostfriesland, der bereits mit Edo Wiemken in Dauerfehde gelegen hatte wegen seiner angeblichen Ansprüche auf das Jeverland, demonstrierte seine militärische Stärke an der jeversch-ostfriesischen Landesgrenze. Er legte einen gefälschten Lehnsbrief vor, um seinen angeblich von 1454 stammenden Anspruch der Cirksena auf Jever zu dokumentieren. Er erreichte die Zustimmung der Regenten und Vormünder der Mädchen, durch einen Heiratsvertrag die Schutzherrschaft über das Jeverland zu erzwingen. Innerhalb von sieben Jahren sollte eins der Fräuleins einen der Grafensöhne heiraten. Die Herrschaft Jever solle die Mitgift darstellen. Bis dahin sollte Jever von Ostfriesland regiert werden.
In den folgenden Jahren beteiligten sich die Fräuleins nur wenig an der Regierung, doch stehen ihre Namen auf den Urkunden und sie kümmerten sich auch darum, dass die Deiche zehn Jahre nach der großen Sturmflut endlich wiederhergestellt wurden. Zu Graf Edzard und dessen Söhnen bestand anscheinend ein gutes Verhältnis. Mehrfach verteidigte er Jever gegen weitere Angriffe von Balthasar von Esens. Doch die Hochzeit wurde immer weiter hinausgezögert. Graf Edzards ältester Sohn Ulrich, der die Erbtochter Anna hätte heiraten sollen, wurde wegen Geisteskrankheit entmündigt. Auch die jüngeren Grafensöhne Enno und Johann von Ostfriesland hielten das Heiratsversprechen nicht, sondern besetzten stattdessen 1527 die Burg in Jever und ließen sich huldigen. Die Schwestern – Dorothea war inzwischen verstorben – waren nun schweren Demütigungen ausgesetzt. Vermittelt durch den abgesetzten dänischen König Christian II., einen nahen Verwandten der Oldenburger Grafen, schloss Enno, eigentlich Marias Verlobter, 1529 den Utrechter Vergleich mit Anton von Oldenburg über die Aufteilung des Jeverlandes und heiratete zur Besieglung dieses Vertrags Anna von Oldenburg. Die Fräuleins sollten mit einer Mitgift für den Verzicht auf Jever entschädigt werden. Allerdings hintertrieb Ennos Rat Fulk von Innhausen und Knyphausen  eine standesgemäße Heirat mit Ulrich von Regenstein.

### Kampf um die Eigenständigkeit Jevers 1531–1540
Hilfe kam in dieser Situation von unerwarteter Seite. Der von den ostfriesischen Grafen eingesetzte Drost Boing von Oldersum stellte sich auf Marias Seite und vertrieb schließlich 1531 die Besatzer aus Jever. Er gilt bis heute als Marias Verlobter und Geliebter. Heiraten wollte er jedoch erst, wenn er vom Ruf des Verräters gereinigt würde. Die Cirksena betrachteten Jever nach wie vor als ihren Besitz. Enno, der seinen Anspruch auf Jever schwinden sah, versuchte sie nun doch zu einer Hochzeit mit seinem Bruder Johann zu überreden, doch Maria erklärte, sie würde nur nach eigener Wahl heiraten.
In dieser Situation trat Maria erstmals eigenverantwortlich auf, als sie 1531 einen Freundschaftsvertrag mit ihrem Vetter und bisherigen Gegner Balthasar von Esens zum gegenseitigen Schutz vor Ostfriesland schloss. Nicht nur durch ihren starken Willen und die wachsende Sehnsucht nach Selbständigkeit, wie es in manchen Quellen heißt, sondern auch durch ungewöhnliche Entscheidungen gelang es Maria – zunächst noch gemeinsam mit ihrer älteren Schwester, die 1532 Maria ihre Ansprüche als Erbfräulein abtrat, – in den Folgejahren, das väterliche Erbe zu verteidigen und die Regierungsgeschäfte nach und nach in die eigenen Hände zu nehmen. So wandte sie sich ebenfalls 1531 an Kaiser Karl V. um Hilfe. Als Herzog von Brabant und Graf von Holland nahm er daraufhin das Jeverland in Besitz und gab es Maria als Lehen. Damit hatte Maria die seit 1417 geltende Reichsunmittelbarkeit der Herrschaft Jever beenden lassen. Allerdings zog sich das Verfahren über ihre gleichzeitig vorgebrachte Klage gegen die Grafen von Ostfriesland lange hin, da die beklagten Grafen nicht vor dem Schiedsgericht von der Statthalterin der habsburgischen Niederlande Maria von Ungarn erschienen. Die Verhandlungen in den Niederlanden führte teils Boing, teils Maria selbst. Anna führte unterdessen die Regierung in Jever.
Zudem fiel er mehrmals mit Landsknechten in Jever ein. 1532 brannte dabei der Flecken Jever nieder. Maria begann sofort mit dem Ausbau und der Befestigung von Burg und Ort und bat die Statthalterin um militärische Hilfe. Obwohl die Unterstützung ausblieb, gelang es Boing von Oldersum allein mit angeworbenen Söldnern, die Gegner aus dem Land zu vertreiben.
Am 26. Januar 1534 wurden schließlich die Ansprüche der Ostfriesen abgewiesen und Annas und Marias Herrschaftsrechte bestätigt. Doch Graf Enno gab nicht auf und legte Berufung beim Reichskammergericht ein. Um die Streitigkeiten beizulegen, versuchte die Statthalterin Maria von Ungarn 1536 Maria von Jever, die nach dem Tod ihrer Schwester nunmehr alleinige Herrscherin war, zu überreden, doch noch die Ehe mit Johann von Ostfriesland zu schließen. Maria forderte jedoch hartnäckig ihr Recht, den Ehepartner selbst zu wählen, und verlangte, dass Boings Ehre wiederhergestellt würde. Sie verweigerte der Statthalterin den Gehorsam und die Rückzahlung ihrer Schulden und verbündete sich stattdessen mit weiteren Gegnern Ostfrieslands.
Erst am 26. Juni 1540 wurde der zähe Kleinkrieg durch den Vertrag von Oestringfelde beendet. Maria hatte sich in fast allen Punkten durchgesetzt. Enno erklärte Boing für einen ehrenwerten Mann, so dass einer Hochzeit nichts mehr im Wege stand. Der Vertrag enthielt jedoch die Klausel, dass Marias – bisher noch nicht einmal gezeugtes – Kind mit einem der Kinder des ostfriesischen Grafenpaares vermählt werden sollte.
Doch noch vor Unterzeichnung des Vertrags fiel Balthasar von Esens am 15. Juni entgegen allen gegenseitigen Verpflichtungen in das Jeverland ein. Bei der Verteidigung wurde Maria von Enno von Ostfriesland unterstützt. Beendet wurde die Fehde durch den Tod aller Anführer: Graf Enno starb am 24. September, Balthasar von Esens am 16. Oktober. Zuletzt fiel auch Boing von Oldersum kurz vor der wohl bereits geplanten Hochzeit am 12. November 1540 während einer Belagerung bei Wittmund. Wie die Nachfolgerinnen, Ennos Witwe Gräfin Anna und Balthasars Schwester Onna von Rietberg, besaß auch Maria kein Interesse, den Kampf fortzuführen.

### Friedensjahre nach 1540
In den Jahren nach 1540 widmete Maria sich dem Ausbau der Landesherrschaft. Maria von Jever hat viel für ihre Heimat getan. Bereits 1536 hatte sie Jever zur Stadt erhoben – kodifiziert wurde das Stadtrecht allerdings erst 1572. Nun ließ sie die Stadt planmäßig zur Residenz ausbauen, befestigen und die Burg zum Schloss Jever umbauen. 1556 ließ Maria von Jever den Chor der mehrfach zerstörten Stadtkirche in Jever in eine Grabkapelle umwandeln, in der 1561–1564 das bis heute erhaltene Renaissance-Grabmal Edo Wiemkens d. J. aufgestellt wurde.

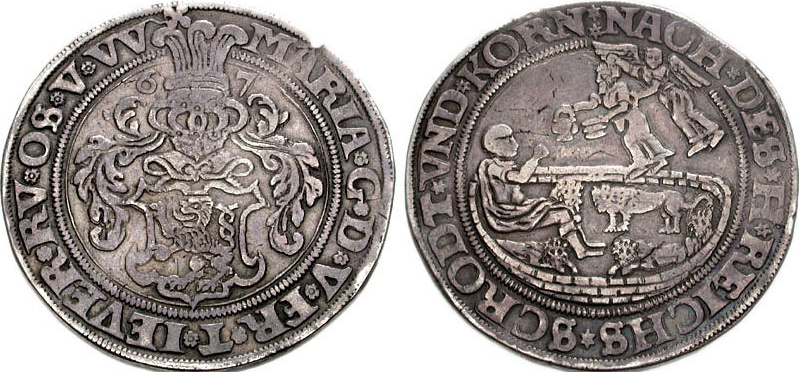
Danielstaler des Fräuleins Maria von 1567, zweite Variante (Durchmesser 41 mm)

Den Deichbau förderte Maria stark. Sie beschränkte sich nicht auf die Reparatur der noch immer nicht beseitigten Schäden der Antoniflut, sondern vergrößerte ihr Herrschaftsgebiet durch planmäßige Neueindeichungen und ließ Siele zur Entwässerung anlegen. Das neugewonnene Land, insgesamt zwölf Groden, blieb Herrschaftseigentum und wurde an die Bauern der anliegenden Dörfer verpachtet. In Sande, unweit des von ihr später errichteten Mariensiels, ließ sie sich das Sommerhaus Marienhausen errichten.
Sie förderte die Rechtspflege. Unter ihrer Herrschaft blühte der Handel. Auch ließ Maria als Einnahmequelle über Jahre hinweg selbst dann noch Münzen prägen, als sie 1566 nach der Reichsmünzordnung das Recht hierzu bereits verloren hatte. (Siehe nebenstehendes Bild.)

#### Reformation
Der Reformation, die sich seit den 1520er Jahren auch im Jeverland verbreitete, widersetzten die Fräuleins sich zunächst. Als Heinrich Kremer (oder Cramer) 1524 das Abendmahl in beiderlei Gestalt austeilte und kurz darauf heiratete, untersagten Maria und ihre Schwestern jede Neuerung. Doch Edzard von Ostfriesland verhinderte die angedrohte Ausweisung, sondern sandte stattdessen weitere lutherische Prediger ins Land, darunter Remmer von Seediek († 1557), der schon 1526 die Auflösung der Vikarien anordnete und zahlreiche kostbare Gerätschaften aus den Kirchen zugunsten der Staatskasse konfiszieren ließ.
Auch als Maria 1531 selbst die Regierung übernahm, sah sie den lutherischen Glauben zunächst kritisch, weil er einerseits von Ostfriesland gefördert wurde, andererseits der Kaiser und seine Statthalterin, auf deren Schutz sie angewiesen war, streng katholisch waren. Sie ordnete jedoch 1532 unter dem Einfluss von Remmer von Seediek, der inzwischen zu ihrem Rentmeister, Kanzler und Chronisten aufgestiegen war, die Durchführung der Reformation an. Auseinandersetzungen gab es dabei kaum. Ende der 1540er Jahre wurde die erste Jeversche Kirchenordnung erlassen. Die Prediger wurden nicht von einem Bischof eingesetzt, sondern traten wie Beamte in den Dienst der Landesherrschaft. Anstelle der vom Bistum Bremen entsandten geistlichen Richter erhielt Martin Michaelis die Aufsicht über die Prediger und über die christliche Lebensführung aller Untertanen. Seit 1547 stand der Rechtsgelehrte und ehemalige Bremer Stadtsekretär als Rat und Amtmann im Dienst von Fräulein Maria. 1548 waren alle Kirchen lutherisch. Im Zwiespalt zwischen den Interessen der eigenen Untertanen und dem Druck des Lehnsherrn empfahl Maria den Predigern zwar die Annahme des Augsburger Interims, ließ sie sich aber selbst entscheiden. Die Prediger verfassten auf ihre Bitte hin persönliche Stellungnahmen, in denen alle 21 Prediger ausführlich begründeten, weshalb sie das Interim ablehnten. Sich selbst legte Maria dabei auf keine Konfession fest. Erst die Kirchenordnung von 1562 verpflichtete Prediger und Untertanen einheitlich auf den lutherischen Glauben. Täufer wurden zwar nicht verfolgt, fanden aber anders als in Ostfriesland wenig Anhängerschaft.
Anders als die Grafen von Ostfriesland und Oldenburg beließ Maria den kirchlichen Landbesitz größtenteils unangetastet zum Unterhalt von Kirchen und Predigern. Die Säkularisierung des einzigen Klosters im Land, des Dominikanerinnenklosters Oestringfelde, verweigerte Maria ihrem Ratgeber Remmer von Seediek. Erst in ihrem Testament 1573 ließ sie das Kloster für die Gründung des Mariengymnasiums einziehen. Zuvor hatte sie geeignete junge Männer auf eigene Kosten am Johanneum in Lüneburg bei Lukas Lossius ausbilden lassen. Nun erhielt Jever auch eine eigene Lateinschule. Der Grundbestand der Bibliothek des neuen Gymnasiums stammte aus dem Nachlass Remmer von Seedieks.

#### Recht
Bereits in der Zeit der ostfriesischen Okkupation wurde mit der Formulierung eines neuen Landrechts begonnen, das sich an das römische Recht anlehnte und das friesische Landrecht, wie es im Asegabuch festgehalten ist, ablöste. Zusätzlich erließ Maria zwei Kirchenordnungen (1540er Jahre und 1562), ein Stadtrecht für Jever und eine Deichverordnung.
Maria setzte den Umbau des Jeverlands von der Herrschaft einzelner Dorfhäuptlinge zum frühmodernen Territorialstaat fort. Gegen die ehemaligen Regenten und die Häuptlinge, die sich den Ostfriesen angenähert hatten, erhob sie schwere Vorwürfe, die es ihr ermöglichten, die Häuptlinge unter ihre Landesherrschaft zu bringen. Wer nicht willfährig seinen vorherigen Besitz als Lehen entgegennahm, wurde enteignet und vertrieben wie 1532 Garlich Duren und sein Sohn von Tengshausen und 1547 Tido von Innhausen und Knyphausen. In ihrer Beamtenschaft ersetzte sie die aussterbenden alten Häuptlingsfamilien durch auswärtige Adlige.
Während Marias Regierungszeit wurden mehrere Frauen und Männer als Zauberer verbrannt.

### Nachfolgeregelung und Tod
Weil Boing von Oldersum kurz vor der anscheinend bereits festgesetzten Hochzeit gestorben war, hatte Maria nicht geheiratet. Die Gräfin Anna von Ostfriesland beantragte daher beim Reichstag in Augsburg 1548, dass Maria zur Erfüllung des Vertrags von Östringfelde einen Erben einsetzen sollte, den eines ihrer Kinder heiraten sollte. Maria widerrief daraufhin 1552 den Vertrag.
Ein Überfall der Ostfriesen auf Jeverland 1567 bestärkte ihre Abneigung erneut. In ihrem bei einer schweren Erkrankung 1572/73 aufgesetzten Testament vermachte sie Jeverland den Grafen von Oldenburg unter der Voraussetzung, dass diese sich nicht mit Ostfriesland einließen. In den folgenden Jahren versuchte sie ihren Erben Johann VII. von Oldenburg mit Walpurgis, der Erbin des Harlingerlandes, zu verheiraten. Nach ihrem Tod schlossen diese jedoch andere Ehen.
Als sie im Jahr 1575 starb, befürchtete man einen erneuten Handstreich durch die ostfriesischen Grafen. Ihr Tod wurde deshalb zunächst verschwiegen. Ihr Zimmer wurde verschlossen, die Mahlzeiten vor die Tür gestellt. Ein Diener soll heimlich die Teller leer gegessen haben, damit niemand Verdacht schöpfen konnte, bis der testamentarisch eingesetzte rechtmäßige Erbe eingetroffen war. Die Ostfriesen fochten das Testament vehement an, hatten jedoch keinen Erfolg.
Wo Maria begraben ist, ist nicht genau bekannt, vermutlich wurde sie jedoch bei ihren Eltern und Geschwistern unter dem für ihren Vater errichteten Grabmal beigesetzt.

## Rezeption und Gedenken
Am 20. Februar 2016 wurde vom Landesfrauenrat Niedersachsen in Jever der frauenORT Maria von Jever eröffnet.
Im Jahr 2025, Jubiläumsjahr ihrer Geburt (525 Jahre) und ihres Todes (450 Jahre), wurde ein Porträtgemälde der Regentin aus dem 16. Jahrhundert als Leihgabe der Sammlung des Herzogs von Oldenburg im Schloss Jever ausgestellt. Das Bild zeigt Maria nach dem Tod von Boing von Oldersum in schwarzer Witwentracht. Der unbekannte Künstler des Gemäldes stammte wahrscheinlich aus dem niederländisch-flämischen Raum. Dauerhaft wird im Schloss lediglich ein 1931 entstandenes Faksimile des Gemäldes ausgestellt.